# @Work Cycling Team
@Work Cycling Team (UCI код: HCT) — бывшая голландская профессиональная женская велокоманда, выступавшая в элитных шоссейных велогонках под эгидой UCI, таких как Женский мировой шоссейный кубок UCI.

## История
Команда была создана в 2004 году под названием @Home Cycling Team, а в сезоне 2005 была перезапущена как @Work Cycling Team — обе команды спонсировались одной компанией и считались «сестринскими» проектами. Спортивным директором и одним из основателей команды был опытный специалист Вим Круис, работавший вместе с олимпийской чемпионкой Моник Кнол в роли ассистента директора. Главной целью проекта было развитие молодых талантов: так, значительная часть гонщиц команды родились после 1980 года, и несколько спортсменок дебютировали на профессиональном уровне именно в её составе. Базировалась команда в Гронингене (Нидерланды) и использовала велосипеды марки Gazelle. По окончании сезона 2006 спонсор прекратил финансирование, и команда была расформирована.
За три года существования @Work Cycling Team выступала во всех главных соревнованиях женского календаря. Команда регулярно стартовала в этапах Кубка мира UCI, таких как Тур Фландрии, Тур Роттердама, Тур Нюрнберга и другие однодневки высшего уровня. Гонщицы @Work Cycling Team также участвовали в престижных многодневных гонках, включая Тур де л’Од феминин во Франции, Гранд Букль феминин, Холланд Ледис Тур и Трофи д’Ор. Лучшие результаты команда показывала на домашних голландских гонках: помимо успехов в Дренте, в 2005 году Жаколиен Валлаард финишировала второй на этапе Холланд Ледис Тур, а Кирстен Вилд выиграла ряд спринтерских финишей на национальных однодневках.
Несмотря на прогресс молодых спортсменок и ряд достигнутых побед, проект не получил долгосрочного продолжения. По окончании сезона 2006 года спонсорское соглашение истекло, и команда не была заявлена на следующий сезон. Часть ведущих гонщиц и персонала перешла в другие коллективы: так, Лус Маркеринк и Жаколиен Валлаард с 2007 года присоединились к нидерландской команде Team Flexpoint, а Кирстен Вилд ещё в 2006 году перешла в новую команду AA-Drink. Расформирование @Work Cycling Team отражало непростую ситуацию с финансированием женского велоспорта тех лет, когда даже успешные команды прекращали существование при отсутствии стабильной спонсорской поддержки. Тем не менее, за три года своего существования @Work Cycling Team оставила заметный след, открыв дорогу в большой спорт ряду велогонщиц, позже добившихся мировых успехов.

## Крупные победы
В 2004 году Бертине Спейкерман одержала победу на заключительном этапе Новилон Ронде ван Дренте, а Гита Белтман победила на 5-м этапе престижной многодневки Тур де л’Од феминин.
В 2005 году команда одержала победы на этапах крупнейших французских гонок — 5-й этап Трофи д’Ор и 1-й этап Стер Зеувс Эйанден (Бертине Спейкерман), 4-й этап Тура Бретани (Лус Маркеринк).
В 2006 году молодая голландская гонщица Лус Маркеринк выиграла общий зачёт и 2-й этап гонки Новилон Ронде ван Дренте. Также в 2006 году команда одержала победу на 3-м этапе французского Тура Бретани (этап выиграла Андреа Босман).
Команда также неоднократно поднималась на подиум отдельных гонок: например, Кирстен Вилд в 2004 году заняла 2-е место в общем зачёте Новилон Ронде ван Дренте, а в 2006 году Лус Маркеринк финишировала 2-й на этапе Трофи д’Ор и 11-й в престижной гонке Кубка мира Тур Нюрнберга.

## Спонсоры и руководство
Главным спонсором команды была телекоммуникационная компания, продвигавшая бренды @Home и @Work для домашних и корпоративных интернет-услуг. В 2004–2005 годах команда выступала под названием @Home Cycling Team, а в 2005 году, с расширением спонсорского проекта, получила новое имя @Work Cycling Team. Обе команды финансировались одним источником, что подчёркивалось на презентации сезона 2005, где @Work была представлена как «побочный проект» команды @Home.
Руководство команды составляли ветераны нидерландского велоспорта. Генеральным менеджером и спортивным директором был Вим Круис — известный организатор женских команд с начала 1990-х годов. Его помощником на должности директора работала Моник Кнол, олимпийская чемпионка 1988 года. Административным менеджером и связующим звеном со спонсорами был Хенк Снук. Благодаря их усилиям команда получила стабильную инфраструктуру и техподдержку: например, все три сезона гонщицы выступали на велосипедах Gazelle.

## Сезоны команды
| Состав 2004         | Состав 2004      | Состав 2004                   | Состав 2004 |
| Гонщик              | Дата рождения    | Предыдущая команда            |             |
| ------------------- | ---------------- | ----------------------------- | ----------- |
| Саския Элеманс      | 11 марта 1977    | Neckermann Benelux (2002)     |             |
| Ареке Хассинк       | 23 сентября 1981 | Ondernemers van Nature (2001) |             |
| Лус Маркеринк       | 14 декабря 1985  |                               |             |
| Бертине Спейкерман  | 31 мая 1982      | Ondernemers van Nature (2003) |             |
| Marjon Spijkerman   | 17 апреля 1985   |                               |             |
| Дафни ван ден Бранд | 6 апреля 1978    | Farm Frites-Hartol (2001)     |             |
| Miranda Vierling    | 10 февраля 1984  |                               |             |
| Fonny Wekema        | 28 сентября 1977 |                               |             |
| Кирстен Вилд        | 15 октября 1982  |                               |             |
|                     |                  |                               |             |
| Источник: UCI       |                  |                               |             |

| 11 апр | Новилон Дамесронде ван Дренте, 3-й этап | 2.9.1 |  |
| 18 май | Тур де л'Од феминин, 5-й этап           | 2.9.1 |  |

| Состав 2005        | Состав 2005      | Состав 2005                           | Состав 2005 |
| Гонщик             | Дата рождения    | Предыдущая команда                    |             |
| ------------------ | ---------------- | ------------------------------------- | ----------- |
| Гита Белтман       | 5 апреля 1978    | Bizkaia-Panda Software-Durango (2004) |             |
| Саския Элеманс     | 11 марта 1977    | Neckermann Benelux (2002)             |             |
| Ареке Хассинк      | 23 сентября 1981 | Ondernemers van Nature (2001)         |             |
| Judith Helmink     | 21 апреля 1983   |                                       |             |
| Лус Маркеринк      | 14 декабря 1985  |                                       |             |
| Brigit Mulder      | 20 ноября 1980   |                                       |             |
| Бертине Спейкерман | 31 мая 1982      | Ondernemers van Nature (2003)         |             |
| Marjon Spijkerman  | 17 апреля 1985   |                                       |             |
| Жаколиен Валлаард  | 30 сентября 1982 | Ton Van Bemmelen Sports (2004)        |             |
| Fonny Wekema       | 28 сентября 1977 |                                       |             |
| Кирстен Вилд       | 15 октября 1982  |                                       |             |
|                    |                  |                                       |             |
| Источник: UCI      |                  |                                       |             |

| 16 июн | Стер Зеувс Эйанден, 1-й этап | NE  |  |
| 23 авг | Трофи д'Ор, 5-й этап         | 2.2 |  |

| Состав 2006               | Состав 2006      | Состав 2006                             | Состав 2006 |
| Гонщик                    | Дата рождения    | Предыдущая команда                      |             |
| ------------------------- | ---------------- | --------------------------------------- | ----------- |
| Лизбет Баккер             | 1 июля 1986      | Therme Skin Care (2005)                 |             |
| Андреа Босман             | 6 августа 1979   | Vrienden van het Platteland (2005)      |             |
| Йоланда ван Доген         | 30 августа 1966  | Ton Van Bemmelen Sports (2004)          |             |
| Ареке Хассинк             | 23 сентября 1981 | Ondernemers van Nature (2001)           |             |
| Judith Helmink            | 21 апреля 1983   |                                         |             |
| Лус Маркеринк             | 14 декабря 1985  |                                         |             |
| Brigit Mulder             | 20 ноября 1980   |                                         |             |
| Линда Поэльстра-Ринглевер | 12 ноября 1982   | Moving Ladies (2005)                    |             |
| Сьюзен Саймонс            | 24 октября 1987  |                                         |             |
| Анита Вален               | 12 декабря 1968  | Vlaanderen-Capri Sonne-T Interim (2005) |             |
| Дебби ван дер Берг        | 23 августа 1980  |                                         |             |
| Минке Слингеланд          | 19 января 1983   | Vrienden van het Platteland (2005)      |             |
| Жаколиен Валлаард         | 30 сентября 1982 | Ton Van Bemmelen Sports (2004)          |             |
|                           |                  |                                         |             |
| Источник: UCI             |                  |                                         |             |

| 8 апр  | Новилон Дамесронде ван Дренте, 2-й этап                  | 2.1 |               |
| 8 апр  | Новилон Дамесронде ван Дренте, генеральная классификация | 2.1 | Лус Маркеринк |
| 14 июл | Тур Бретани, 3-й этап                                    | 2.2 |               |